# Frank Costello
Frank Costello (italiană: [koˈstɛllo]; născut Francesco Castiglia;pronunție în italiană [franˈtʃesko kaˈstiʎʎa]; n. 26 ianuarie 1891, Cassano all'Ionio, Calabria, Italia – d. 18 februarie 1973, New York City, New York, SUA) a fost un boss italoamerican al familiei Luciano. În 1957, Costello supraviețuiește unei tentative de asasinare comandate de Vito Genovese și efectuate de Vincent Gigante. Cu toate acestea, evenimentul l-a convins pe Costello să renunțe la puterea și să se retragă. Acesta a încetat din viață pe 18 februarie 1973.

## Biografie
Costello s-a născut pe 26 ianuarie 1891 în Lauropoli, o frazione a orașului Cassano allo Ionio din provincia Cosenza, regiunea Calabria, Italia. În 1895, s-a îmbarcat pe o navă cu destinația Statele Unite împreună cu mama sa și fratele său Edward pentru a se alătura tatălui lor. Acesta se mutase în cartierul East Harlem⁠(d) din New York cu câțiva ani înainte unde și-a deschis un mic magazin alimentar.
În perioada copilăriei, Costello a intrat pentru prima dată în contact cu bandele din cartier prin intermediul fratelui său. La 13 ani devine membru al unei găști locale și începe să folosească numele Frankie. Acesta a început să comită delicte minore⁠(d) și a fost închis în repetate rânduri din cauza unor atacuri și jafuri⁠(d) în 1908, 1912 și 1917. În 1918 s-a căsătorit cu Lauretta Geigerman, sora evreică a unui prieten apropiat. În același an, Costello a executat zece luni de închisoare pentru că purta o armă ascunsă⁠(d).

## Cariera

### Relația cu Luciano
În timp ce opera pentru banda Morello, Costello l-a întâlnit pe Charlie „Lucky” Luciano, liderul sicilian al bandei din cartierul Lower East Side⁠(d). Cei doi au devenit imediat prieteni și parteneri. O parte din vechii membri ai familiei Luciano nu au fost de acord cu acest parteneriat deoarece făceau parte din vechea generație de gangsteri care desfășurau afaceri doar cu sicilienii. Luciano a fost șocat de atitudinea acestora care l-au avertizat să nu lucreze cu „josnicul calabrez” Costello.
Împreună cu asociații italoamericani Vito Genovese și Tommy "Three-Finger Brown" Lucchese, respectiv cu asociații evrei Meyer Lansky și Benjamin "Bugsy" Siegel, banda a comis jafuri, furturi, extorcări, pariuri ilegale și trafic de narcotice. Alianța Luciano-Costello-Lansky-Siegel a continuat să prospere și după adoptarea legii Volstead⁠(d) care interzicea producerea și comercializarea alcoolului în 1920. Gașca s-a implicat în contrabanda cu alcool⁠(d) sprijinită de afaceristul Arnold Rothstein.
Succesul tinerilor italieni le-a permis să intre în afaceri alături de criminalii irlandezi⁠(d) și evrei ai epocii, inclusiv Dutch Schultz, Owney Madden⁠(d) și Bill Dwyer⁠(d). Rothstein a devenit mentorul lui Costello, Luciano, Lansky și Siegel în timp ce desfășurau operațiuni de contrabandă alături de Schultz, baronul berii din Bronx. În 1922, Costello, Luciano și alți asociați italieni s-au alăturat familiei conduse de Joe Masseria, boss sicilian din lumea interlopă. Până în 1924, Costello devenise asociat al gangsterilor irlandezi din Hell's Kitchen⁠(d), Dwyer și Madden, și s-a implicat în operațiunile de contrabandă cu alcool - cunoscute sub denumirea de „The Columbine” - controlate de aceștia. Se speculează că acest fapt l-ar fi determinat să-și schimbe numele de familie în „Costello”.
În 1925, Costello a devenit cetățean american.
Pe 19 noiembrie 1926, Costello și Dwyer au fost acuzați de contrabandă după ce au mituit doi gardieni de coastă ca să nu împiedice descărcarea băuturilor alcoolice în portul din New York⁠(d). Cea mai mare barcă a flotei Columbine putea transporta 20.000 de lăzi cu băutură. În ianuarie 1927, s-a renunțat la acuzații după ce juriul nu a ajuns la un consens.
În 1926, Dwyer a fost condamnat pentru mituirea unui oficial al Gărzii de Coastă și a executat doi ani de închisoare. După ce Dwyer a fost încarcerat, Costello a preluat controlul operațiunilor alături de Madden. Această schimbare a fost criticată de locotenentul lui Dwyer, Charles "Vannie" Higgins⁠(d), care considera că poziția trebuia să fie preluată de el. Prin urmare, un conflict intitulat „războaiele berii din Manhattan” ia naștere între Higgins pe de-o parte și Costello, Madden și Schultz pe de alta. Concomitent, Schultz avea probleme cu gangsterii Jack "Legs" Diamond⁠(d) și Vincent "Mad Dog" Coll⁠(d). În cele din urmă, alianța Costello-Madden-Schultz a fost distrusă de lumea interlopă din New York.
La sfârșitul anilor 1920, Johnny Torrio contribuie la organizarea unui cartel de contrabandiști - Big Seven - unde un număr mare de gangsteri importanți precum Costello, Luciano, Longy Zwillman⁠(d), Joe Adonis și Meyer Lansky au activat. Torrio a sprijinit și înființarea unui corp de guvernare care să prevină războaiele de anvergură precum cu cele izbucnite în Chicago și New York. Ideea sa a fost bine primită, iar în cadrul unei conferințe susținute în Atlantic City⁠(d) de Torrio, Lansky, Luciano și Costello în mai 1929 a fost fondat Sindicatul național al crimei.

### Războiul Castellammarese
La începutul anului 1931, războiul Castellammarese a izbucnit între Masseria și Salvatore Maranzano. Într-un acord secret stabilit cu Maranzano, Luciano a fost de acord să-l elimine pe Masseria dacă poate prelua controlul operațiunilor sale după moartea sa și să devină subșeful lui Maranzano. Pe 15 aprilie 1931, Luciano l-a invitat pe Masseria la o întâlnire în resturantul Nuova Villa Tammaro de pe insula Coney⁠(d).  În timp ce jucau cărți, se speculează că Luciano s-a scuzat și a mers la toaletă, iar Genovese, Albert Anastasia, Joe Adonis și Benjamin "Bugsy" Siegel l-au împușcat mortal pe Masseria. Ciro Terranova⁠(d) era șoferul mașinii, însă conform legendei a fost atât de șocat încât nu a putut conduce și a fost scos din scaunul șoferului de Siegel. După asasinare, Luciano a preluat familia lui Masseria și Genovese a devenit subșeful său.
În septembrie 1931, Luciano și Genovese au orchestrat eliminarea lui Maranzano. După ce a aflat că urmează să fie asasinat la ordinele acestuia, Luciano a decis să acționeze. Pe 10 septembrie 1931, când el, Genovese și Costello au fost chemați la biroul șefului, au știut că urmează să fie uciși. Luciano a trimis în schimb patru gangsteri evrei pe care apropiații lui Maranzano nu-i cunoșteau cu ajutorul lui Lansky și Siegel. Aceștia l-au eliminat pe Maranzano, iar Luciano a înființat Comisia cu scopul de a soluționa problemele dintre numeroasele familii ale mafiei.

### Consigliere
În 1931, după asasinările lui Masseria și Maranzano, Luciano a devenit liderul noii familii cu Genovese subșef și Costello consigliere. Costello a devenit repede unul dintre cei mai bogați membri ai familiei Luciano și a câștigat influență în lumea interlopă. Acesta controla jocurile de noroc și casele de pariuri ale familiei împreună cu asociatul  Philip "Dandy Phil" Kastel. Costello a plasat aproximativ 25.000 de aparate de jocuri de noroc în baruri, restaurante, cafenele, farmacii, stații de alimentare și stații de autobuz din New York. În 1934, primarul⁠(d) Fiorello La Guardia a confiscat mii de aparate deținute de Costello, le-a încărcat pe o barjă și le-a aruncat în râu. Costello a acceptat apoi propunerea guvernatorului statului Louisiana⁠(d) Huey Long⁠(d) de a plasa aparate în întreg statul Louisiana și a-i remite acestuia 10% din câștiguri. De asemenea, i-a cerut lui Kastel să supravegheze operațiunile cu aparate de jocuri de noroc din Louisiana; Kastel a fost sprijinit de gangsterul Carlos Marcello din New Orleans. Costello a obținut profituri de milioane de dolari din afacerile cu aparate de jocuri de noroc și case de pariuri pentru familia Luciano.

### Preluarea puterii și condamnările
În 1936, Luciano a fost condamnat pentru conducerea unei rețele de prostituție și condamnat la 30-50 de ani de închisoare. A încercat să conducă grupul din închisoare cu ajutorul lui Costello și Lansky, însă era mult prea dificil. După încarcerarea sa, Genovese a devenit șef interimar al familiei. În 1937, Genovese a fost pus sub acuzare pentru o crimă comisă în 1934 și a fugit în Italia ca să scape de urmărirea penală. Luciano l-a numit pe Costello șef interimar, iar funcția de subșef a fost preluată de vărul său Willie Moretti⁠(d).

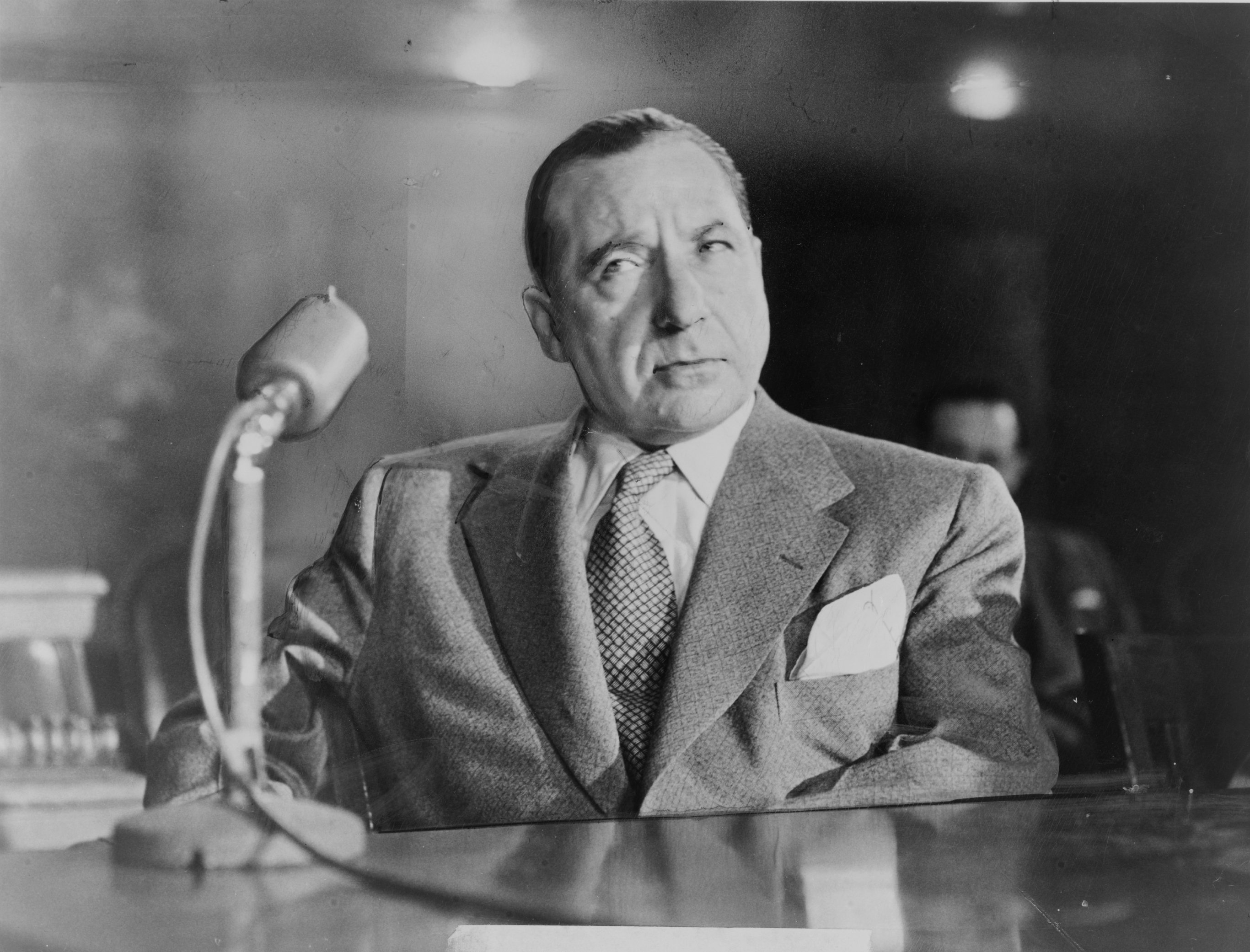
Frank Costello interogat în timpul (1951)

Din mai 1950 până în mai 1951, Senatul Statelor Unite a efectuat o investigație de proporții a criminalității organizate - cunoscută sub denumirea de Audierile Kefauver⁠(d) - prezidată de senatorul Estes Kefauver⁠(d) din Tennessee. Costello a fost condamnat pentru sfidarea⁠(d) Senatului la 18 luni de închisoare. Senatorul Kefauver a ajuns la concluzia că politicianul Carmine DeSapio⁠(d) a fost implicat în activitățile lui Costello, iar Costello influența deciziile luate de consiliul organizației Tammany Hall⁠(d). DeSapio a recunoscut că s-a întâlnit cu Costello de mai multe ori, însă a insistat că „nu se discuta despre politică niciodată”. În 1952, guvernul a inițiat procedurile de retragere a cetățeniei americane primite de acesta și l-au acuzat de evaziune fiscală, acumulând datorii de 73.417 dolari între 1946 și 1949. Costello a fost condamnat la cinci ani de închisoare și amendat cu 20.000 de dolari. În 1954, acesta a atacat în instanță decizia și a fost eliberat pe cauțiune după plata a 50.000 de dolari. Între 1952 și 1961, Costello și-a petrecut o mare parte din timp prin închisori federale sau locale, încarcerarea sa fiind întreruptă doar în perioadele în care era eliberat pe cauțiune.

### Tentativa de asasinare
În 1956, Adonis, un puternic aliat al lui Costello, a fost pus în poziția de a alege între deportarea în Italia sau condamnarea la închisoare pe o perioadă îndelungată. Plecarea sa din țară a afectat puterea lui Costello, dar Genovese a fost nevoit să neutralizeze încă un aliat puternic, Albert Anastasia, care preluase controlul familiei Mangano după dispariția donului Vincent Mangano și eliminarea fratelui său Philip Mangano⁠(d) pe 14 aprilie 1951.
La începutul anului 1957, Genovese a decis să-l asasineze pe Costello. Genovez i-a ordonat lui Vincent Gigante să-l ucidă pe Costello, iar pe 2 mai 1957, Gigante l-a împușcat pe Costello în afara blocului său de apartamente, însă nu mortal. Evenimentul l-a traumatizat pe Costello, iar acesta a decis să renunțe la puterea și să se retragă. Genovese a preluat controlul a ceea ce acum se numește familia Genovese. Un portar l-a identificat pe Gigante ca fiind asasinul, dar în 1958 Costello a mărturisit că nu a reușit să-l recunoască pe atacator. Acuzațiile de tentativă de omor⁠(d) aduse lui Gigante au fost retrase.
Pe 25 octombrie 1957, Anastasia a fost asasinat în frizeria hotelului Park Sheraton⁠(d) situat la intersecția străzilor 56th Street și 7th Avenue din Manhattan. Carlo Gambino urma să fie proclamat șef al familiei Anastasia pe 14 noiembrie 1957 în cadrul întâlnirii Apalachin, iar Genovese a fost chemat să discute despre viitorul Cosa Nostra ca urmare a preluării familiei lui Anastasia. Când poliția a descoperit întâlnirea, reputației lui Genovese a avut de suferit, iar numirea lui Gambino a fost amânată pentru o întâlnire ulterioară în New York. În 1959, Genovese a fost acuzat de vânzarea unei cantități mari de heroină. La 17 aprilie 1959, Genovese a fost condamnat la 15 ani în Penitenciarul Federal Atlanta⁠(d) din Atlanta, Georgia.

### Retragerea și moartea
După retragerea sa, Costello era încă cunoscut sub numele de „primul-ministru al lumii interlope”. De asemenea, și-a păstrat puterea și influența în mafia newyorkeză și a rămas ocupat în ultimii săi ani. Liderii Cosa Nostra și vechii asociați precum Gambino și Lucchese obișnuiau să-l viziteze la penthouse-ul Waldorf Astoria ca să-i ceară sfaturi. Și vechiul prieten, Meyer Lansky, a păstrat legătura cu acesta. Costello își petrecea timpul cu grădinăritul și participa uneori la competiții florale locale.
Pe 20 februarie 1961, Curtea Supremă a Statelor Unite a confirmat hotărârea instanțe inferioare care a decis retragerea cetățeniei lui Costello. Totuși, pe 17 februarie 1964, aceeași instanță a anulat ordinul de expulzare.
La începutul lunii februarie 1973, Costello a suferit un infarct miocardic la domiciliul său din Manhattan și a fost dus de urgență la Doctors Hospital⁠(d) unde a murit pe 18 februarie. La serviciul memorial organizat într-o casă funerară din Manhattan au participat 50 de rude, prieteni și oameni ai legii. Costello este înmormântat într-un mausoleu privat din cimitirul Sf. Mihail⁠(d) din East Elmhurst, Queens⁠(d). În 1974, după ce inamicul său Carmine Galante a fost eliberat din închisoare, ar fi ordonat bombardarea ușilor mausoleului lui Costello.